# Copa da Liga Escocesa 1988–89
A Copa da Liga Escocesa de 1988-89 foi a 43º edição do segundo mais importante torneio eliminatório do futebol da Escócia. O campeão foi o Rangers F.C., que conquistou seu 16º título na história da competição ao vencer a final contra o Aberdeen F.C., pelo placar de 3 a 2.

## Premiação
| Copa da Liga Escocesa de 1988-89  |
| Escócia                           |
| --------------------------------- |
| Rangers F.C. Campeão (16º título) |